# Murallas de Albarracín
Las murallas de Albarracín rodean el municipio turolense de Albarracín situado a 1.171 m s. n. m. Forma parte del Conjunto Histórico-Monumental de la Ciudad de Albarracín.

## Historia
Ya existía una población visigótica en el lugar cuyo núcleo era la actual iglesia de Santa María. En el siglo X se desarrolla el primer recinto defensivo, que comprendía la citada iglesia, el alcázar, una torre albarrana (Torre del Andador) y la puerta de entrada (Portal de Hierro).
Posteriormente, en el siglo XI se produce una ampliación del perímetro amurallado abriendo tres nuevos portales: el de Teruel, desaparecido en el siglo XIX, el de Molina y el del Agua. 
Tras el Sitio de Albarracín (1284), Pedro III de Aragón conquista la ciudad y el señorío de Albarracín. Es a partir de esta fecha, sobre todo en el siglo XIV cuando se llevan a cabo las principales obras de mejora y ampliación del recinto, especialmente de la muralla.
Su importancia defensiva se perdió en el siglo XVIII y Felipe V, tras la Guerra de Sucesión Española y la promulgación de los Decretos de Nueva Planta, desmanteló la fortaleza.

## Descripción
Las murallas de Albarracín son un formidable recinto, fruto de diversas ampliaciones, que rodea completamente el casco histórico de la localidad.
Albarracín nació como una pequeña aldea visigótica en torno a la iglesia prerrománica de Santa María, precedente de la actual iglesia de Santa María. Su ubicación ha marcado desde sus orígenes su potencial como lugar defensivo.
Comienza a desarrollarse el primer recinto defensivo en torno al año 965 durante la ocupación musulmana. Comprendía la iglesia de Santa María y el Alcázar. El castillo quedaba protegido por tres puertas de las que solo se conserva la puerta actual. 
De la misma época es la Torre del Andador, que al situarse en lo alto de la montaña permitía vigilar desde lo alto cualquier amenaza y que hasta el siglo XI no se unió al recinto fortificado, cuando aumentó la población de la ciudad y se convirtió en capital de la taifa de Albarracín gobernada por los Banu Razin. Con motivo de la ampliación, el primitivo portal de Hierro quedó dentro del nuevo recinto y hubo que abrir tres nuevos portales: al este, el Portal de Teruel, hoy desaparecido; al oeste, el Portal de Molina; y al sur, el Portal del Agua. 
El Portal de Molina está formado por dos torreones de planta cuadrada y entre ambos un arco de medio punto con grandes dovelas de sillería. El Portal del Agua, se hizo para facilitar una salida semioculta de la ciudad en caso de asedio y estaba protegida por la Torre de la Muela que tampoco se conserva. El portal del Agua consta de un arco de sillería de medio punto hacia el exterior y arco rebajado al interior. Sobre el arco se un pequeño cuerpo de guardia. Una escalera desde el interior del recinto permite el acceso al torreón contiguo, de planta cuadrada y gruesos muros de mampuesto rematados con almenas. 
En 1169 Albarracín pasa a manos de la familia Azagra que la mantendrán como señorío independiente hasta que en 1284, tras sitiar la ciudad, Pedro III  conquista la ciudad. En este momento se remoza la mayor parte del recinto amurallado, lo que también hicieron los monarcas Jaime II, Pedro IV  y Fernando el Católico. Con el fin de la reconquista y la unión dinástica de Aragón y Castilla su importancia defensiva se fue perdiendo hasta que Felipe V en el siglo XVIII ordenó desmantelar la fortaleza. 
Del siglo XIII o anterior data la Torre Blanca situada junto a la iglesia de Santa María. 
Del siglo XIV son las obras de Pedro IV cuando se prolongaron las murallas hacia el noreste. Se hicieron en mampostería, con muros de 1,60 metros de espesor y 12 de altura, los torreones prismáticos están separados por unos 40 metros y tienen una altura de 16 metros. De esta etapa son los restos que hoy se contemplan.

## Enlaces de interés
- Wikimedia Commons alberga una categoría multimedia sobre Murallas de Albarracín.
- Murallas de Albarracín en CastillosNet.
- arteguias

- Datos: Q29169340
- Multimedia: Albarracín city walls / Q29169340